# Луций Септимий
Вижте пояснителната страница за други личности с името Септимии.
Луций Септимий (на латински: Lucius Septimius; † 281?) е политик на Римската империя.
Той е управител на римската провинция Британия. През 280 или 281 г. той се бунтува против император Проб. Разбит е от Викторин.